# 8142 Zolotov
8142 Zolotov è un asteroide della fascia principale. Scoperto nel 1982, presenta un'orbita caratterizzata da un semiasse maggiore pari a 2,4047790 UA e da un'eccentricità di 0,2225458, inclinata di 3,05445° rispetto all'eclittica.